# Lasioglossum brisbanense
Lasioglossum brisbanense is een vliesvleugelig insect uit de familie Halictidae. De wetenschappelijke naam van de soort is voor het eerst geldig gepubliceerd in 1918 door Cockerell.